# Karl Meuli
Karl Meuli (Märstetten, 16 settembre 1891 – Basilea, 1º maggio 1968) è stato un filologo classico svizzero. Fu professore all'Università di Basilea.

## Opere principali
- "Scythica". Hermes 70 (1935), S. 121-176
- Schweizer Masken, mit einer Einleitung über schweizerische Maskenbräuche und Maskenschnitzer (Zürich 1943)
- Griechische Opferbräuche (1946)
- Der griechische Agon, Kampf und Kampfspiel im Totenbrauch, Totentanz, Totenklage und Totenlob (Köln 1968)